# Сельское поселение Снежное
Се́льское поселе́ние Снежное — муниципальное образование в Анадырском районе Чукотского автономного округа Российской Федерации.
Административный центр — село Снежное.

## История
Статус и границы сельского поселения установлены Законом Чукотского автономного округа от 24 ноября 2008 года № 148-ОЗ «О статусе, границах и административных центрах муниципальных образований на территории Анадырского муниципального района Чукотского автономного округа»

## Население
| 2010 | 2012 | 2013 | 2014 | 2015 | 2016 | 2017 |
| ---- | ---- | ---- | ---- | ---- | ---- | ---- |
| 311  | ↘306 | ↗309 | ↘295 | ↘284 | ↘268 | ↘255 |
| 2018 | 2021 | 2023 |      |      |      |      |
| ↘234 | ↘229 | ↗231 |      |      |      |      |

## Состав сельского поселения
| № | Населённый пункт | Тип населённого пункта       | Население |
| - | ---------------- | ---------------------------- | --------- |
| 1 | Снежное          | село, административный центр | ↗231      |